# 輝銅鉱
輝銅鉱（きどうこう、chalcocite、カルコサイト）は銅の硫化鉱物。
黄銅鉱（CuFeS2）の約2倍の銅を含み、簡単に硫黄と分離して銅を取り出すことができることから、古くからの銅の重要な鉱石鉱物である。

## 語源
英名のchalcociteは、ギリシア語で銅を意味するkhalkos(ギリシア語: χαλκός)に由来するchalcoと、無煙炭を意味するanthraciteの合成語。

## 性質・特徴
化学組成はCu2S。結晶系は105℃以上で正方晶系、105℃以下で単斜晶系に属する同質異像鉱物のひとつ。モース硬度は2.5-3。比重5.8。
明らかな結晶になるものは稀で、多くは細粒状か塊状で産出される。色は青みを帯びた暗鉛灰色で金属光沢をもつが、空気にさらされると次第に無光沢の黒色になる。条痕は鉛灰色。へき開不明瞭で、断口は不平坦。
硝酸に溶け、緑色の溶液をつくる。これにアンモニアを加えると青く変化することで鑑定することができる。

## 種類
輝銅鉱と呼ばれている鉱石にはいくつかのバリエーションが知られている。
方輝銅鉱（digenite、ダイジェナイト）
Cu9S5。青みが強く、断口は貝殻状。
デュルレ鉱（djurleite、デュレアイト）
Cu31S16。方輝銅鉱と輝銅鉱の中間の性質。色は紫色が強い。尾去沢鉱山の方鉛鉱の仮晶をした輝銅鉱の研究から日本で発見された鉱物。